# Haruna Matsumoto
Haruna Matsumoto (松本遥奈?, Matsumoto Haruna) (Sapporo, 26 luglio 1993) è un'ex snowboarder giapponese, specializzata nell'halfpipe.

## Biografia
Originaria di Sapporo e attiva in gare FIS dal gennaio 2007, Haruna Matsumoto ha debuttato in Coppa del Mondo il 14 gennaio 2009, giungendo 6ª nell'halfpipe di Gujō. Il 18 febbraio 2011 ha ottenuto, a Stoneham, il suo primo podio nel massimo circuito, classificandosi al 3º posto nella gara vinta dalla cinese Cai Xuetong.
In carriera ha preso parte ad un'edizione dei Giochi olimpici invernali e a quattro dei Campionati mondiali di snowboard, vincendo la medaglia d'argento a Sierra Nevada 2017.

## Palmarès

### Mondiali
- 1 medaglia:
  - 1 argento (halfpipe a Sierra Nevada 2017)

### Winter X Games
- 3 medaglie:
  - 3 bronzi (halfpipe a Aspen 2020, Aspen 2021 e Aspen 2022)

### Mondiali juniores
- 2 medaglie:
  - 1 oro (halfpipe a Valmalenco 2011)
  - 1 oro (halfpipe a Cardrona 2010)

### Coppa del Mondo
- Miglior piazzamento in classifica generale freestyle: 8ª nel 2012
- Miglior piazzamento nella Coppa del Mondo di halfpipe: 5ª nel 2017, nel 2021 e nel 2022
- 4 podi:
  - 1 secondo posto
  - 3 terzi posti